# Emmanuel Suarez
Pour les articles homonymes, voir Suarez.
Emmanuel Suarez est un scénariste, acteur, producteur de radio et de podcast et metteur en scène français. Au théâtre, il est surtout connu pour avoir interprété le rôle principal de la comédie musicale Avenue Q parmi une vingtaine de spectacles. Il a tourné dans près de vingt-cinq films et téléfilms, dont L'amour, c'est mieux à deux et la série Engrenages. Auteur de théâtre et de théâtre musical, il se consacre également à la fiction radiophonique (L'Incroyable expédition de Corentin Tréguier au Congo, lauréat Fonds Podcast Natif en 2018, La Division sur France Culture en 2020).
Il a publié sa première bande dessinée, L'Incroyable expédition de Corentin Tréguier au Congo, avec le dessinateur Hamo en janvier 2023.
Il est lauréat du Prix SACD radio 2021 et du programme Sounds of New York de la Villa Albertine en 2022 .

## Auteur

### Radio, podcasts
- L'Improbable révolution de Corentin Tréguier au Royaume Uni, série radiophonique (10x15 minutes) réalisée par Sophie-Aude Picon, France Culture[3]
- Versailles, l'immortel, podcast de fiction (4 x 20 minutes), pour les 400 ans du Château de Versailles. Moustic prod.
- Champollion, courir contre le temps Documentaire radiophonique (5x60 minutes) réalisé par Anne Fleury, Collection « Grande Traversée », France Culture[4],[5]
- La Division série radiophonique (5x30 minutes) réalisée par Sophie-Aude Picon, France Culture[6],[7]
- L'Incroyable expédition de Corentin Tréguier au Congo série radiophonique, réalisée par Sophie-Aude Picon lauréat du Fonds Podcasts Natifs France Culture/SACD[8],[9]
- Hortense, une jeune fille dans la Grande Guerre fiction dans l'émission « Autant en emporte l'Histoire » France Inter[10]

### Bande dessinée
- La Division, avec Arianna Melone (d) (dessins), éditions Nathan Bande dessinée / France Culture[11], 2023  (ISBN 978-2-09-501677-7)
- L'Incroyable expédition de Corentin Tréguier au Congo[12], avec Hamo (dessins), éditions Nathan Bande Dessinée / France Culture, 2023  (ISBN 978-2-09-249465-3)
- L'improbable révolution de Corentin Tréguier au Royaume-Uni[13], avec Hamo (dessins), éditions Nathan Bande Dessinée / France Culture, 2025  (ISBN 978-2-09-503016-2)

### Théâtre
- La Femme cachée de la lune, théâtre musical avec Charlotte Gauthier (d) (musique)
- So in love, théâtre musical
- À Hauteur d'herbes, théâtre scientifique
- Dernières Nouvelles de la mer, théâtre scientifique en collaboration avec Claire Nouvian.
- La Conférence du Pr Arctik sur les changements climatiques.
- La Terre entre mes mains, avec Laetitia Hipp
- Dracula, adaptation théâtrale du roman de Bram Stoker, avec Christine Hooper et Jessica Boyde (en anglais)
- Notre Dame de Paris, adaptation théâtrale du roman de Victor Hugo.

### Art lyrique
- Le Carnav(oc)al des animaux, musique de Camille Saint-Saëns arrangements pour chœur de Gildas Pungier[14]

### Nouvelles
- Trois kilos plus tard, (1er Prix du concours de nouvelles en direct 3 heures pour écrire)

## Filmographie[15]

### Cinéma
- 2005 : La Jungle de Matthieu Delaporte : Sourd muet
- 2007 : Citizen vs Kane de Shaun Severi : Sound Guy
- 2008 : Julie et Julia de Nora Ephron : Baker
- 2010 : L'amour, c'est mieux à deux de Dominique Farrugia et Arnaud Lemort : Romain
- 2011 : Jappeloup de Christian Duguay
- 2025 : Le jour sera comme la nuit de Anna Marmiesse et Nicolas Truffinet (court-métrage) : François

### Télévision
- 2005 : Julie Lescaut, épisode 6 saison 14, Une affaire jugée de Daniel Janneau : Carol
- 2005 : Engrenages de Philippe Triboit : Pavel
- 2005 : L'Affaire Chanal de Patrick Poubel
- 2005 : Rose et Val de Christian Bonnet : Roland
- 2006 : Crossover PJ/AA de Claire de la Rochefoucaud : jeune maton
- 2006 : Jeanne Poisson, marquise de Pompadour de Robin Davis : le crieur
- 2006 : Fabien Cosma de Jean-Claude Sussfeld : Kevin
- 2007 : Avocats et Associés de Claire de la Rochefoucaud : directeur crèche
- 2008 : PJ de Thierry Petit : interprète LSF
- 2008 : Diane, femme flic de Manuel Boursinhac : Fox
- 2009 : Mademoiselle Joubert de Didier Albert : Tristan
- 2010 : Merci papa merci maman de Vincent Giovanni : JB
- 2010 : Fracture d'Alain Tasma : Guibert
- 2010 : Section de recherches d'Éric Le Roux : Pascal
- 2012 : Alias Caracalla d'Alain Tasma : le Consul
- 2013 : Interventions d'Éric Summer : Sébastien
- 2014 : Mr Selfridge saison 3 (2 épisodes) de Rob Evans : the French Soldier
- 2015 : Candice Renoir saison 3 de Stéphane Malhuret : Tom Garcia

## Théâtre

### Comédien
- Jules Verne de Nicolas Nebot et Dominique Mattei, mise en scène Nicolas Nebot : Jules Verne
- Pygmalion de George Bernard Shaw, mise en scène Ned Grujic : Freddy
- Le Mal court de Jacques Audiberti, mise en scène Stéphanie Tesson : le Roi Parfait
- Avenue Q de Robert Lopez et Jeff Marx, mise en scène Dominique Guillo : Princeton et Rod
- Roméo et Juliette de Shakespeare, mise en scène Ned Grujic : Roméo
- My Fair Lady mise en scène Robert Carsen : chœur
- Sa Majesté des mouches de W. Golding, mise en scène Ned Grujic : Simon
- Les Vacances, in Les Autres de JC Grumberg, mise en scène Vincent Dussart : le fils ainé
- Peter Pan de JM Barrie, mise en scène Guy Grimberg : Peter Pan
- La Dispute de Marivaux, mise en scène Vincent Dussart : Mesrin
- Le Défaut des paroles rapportées de Jacques Dor, mise en scène Claire le Michel : l'enfant
- Le Songe d'une nuit d'été de Shakespeare, mise en scène Clara Guipont : Lysandre
- Le Dormeur du dehors de Jacques Dor, mise en scène Claire le Michel : I'm dit
- Le Tartuffe de Molière, mise en scène Claude Duparfait : Valère et Monsieur Loyal
- Macbeth de Shakespeare, mise en scène Alexandre Zloto : Malcom et Sorcière
- L'Infini Turbulent d'après Henri Michaux et M. Tsvetaieva, mise en scène Claire le Michel
- L'Amour médecin de Molière, mise en scène Christine Hooper : Clitandre
- La Double Inconstance de Marivaux, mise en scène Ariane Bégoin : Trivelin
- The Taming of the Shrew de Shakespeare, mise en scène Christine Hooper : Lucentio
- Les Caprices de Marianne de Musset, mise en scène Eloise Lièvre : Octave

### Metteur en scène
- So in love d'Emmanuel Suarez, théâtre musical
- À Hauteur d'herbes, Et Demain
- Dernières Nouvelles de la mer, théâtre de marionnette scientifique sur la préservation des océans. Et Demain
- Nous, les héros de Jean-Luc Lagarce. Théâtre 13. (Prix du Jury et Prix du public du 3e, Prix Jeune Metteur en scène- Théâtre 13 (2008))
- La Terre entre mes mains', théâtre de marionnette scientifique sur la biodiversité. Et Demain
- Le Baladin du monde occidental de JM Synge. Lecture mise en scène et en musique au Centre Culturel Irlandais (2007)
- Dracula d'après Bram Stoker. En anglais
- Notre Dame de Paris d'après Victor Hugo. Italie

## Distinctions
- 2008 Prix Théâtre 13 jeunes metteurs en scène : Prix du jury et Prix du public pour Nous les héros de Jean-Luc Lagarce[16]
- 2018 lauréat du 1er Fonds Podcast Natif SACD/ France Culture[17]
- 2021 Prix SACD Radio[1]